# 雙曲複數
| × | 1 | j |
| - | - | - |
| 1 | 1 | j |
| j | j | 1 |

雙曲複數（英語：或），是異於複數而對實數所做的推廣。

## 定義
考慮數{\displaystyle z=x+jy}，其中{\displaystyle x,y}是實數，而量{\displaystyle j}不是實數，但{\displaystyle j^{2}}是實數。
選取{\displaystyle j^{2}=-1}，得到一般複數。取{\displaystyle +1}的話，便得到雙曲複數。
定義雙曲複數的加法和乘法如下，使之符合交換律、結合律和分配律：
{\displaystyle (x+jy)+(u+jv)=(x+u)+j(y+v)}
{\displaystyle (x+jy)(u+jv)=(x+jy)(u)+(x+jy)(jv)=xu+jyu+jxv+j^{2}yv=(xu+yv)+j(xv+yu)}

### 共軛、範數
對於{\displaystyle z=x+jy}，其共軛值{\displaystyle z^{*}=x-jy}。對於任何雙曲複數{\displaystyle z,w}，
{\displaystyle (z+w)^{*}=z^{*}+w^{*}}
{\displaystyle (zw)^{*}=z^{*}w^{*}}
{\displaystyle (z^{*})^{*}=z}
可見它是自同構的。
定義內積為 {\displaystyle \langle z,w\rangle =Re(zw^{*})=Re(zw^{*})=xu-yv} 。若{\displaystyle \langle z,w\rangle =0} ，說{\displaystyle z,w}（雙曲）正交。
雙曲複數的平方範數就取自己和自己的內積，即自身和其共軛值之乘積（閔可夫斯基範數）：
{\displaystyle \lVert z\rVert =\langle z,z\rangle =zz^{*}=z^{*}z=x^{2}-y^{2}}。
這個範數非正定，其Metric signature是(1,1)。它在乘法下不變：{\displaystyle \lVert zw\rVert =\lVert z\rVert \lVert w\rVert }。

### 除法
除了0之外，也不是每個雙曲複數都有乘法逆元。
{\displaystyle z^{-1}={\frac {1}{z}}={\frac {z^{*}}{zz^{*}}}={\frac {z^{*}}{\lVert z\lVert }}}
由此可見，雙曲複數可逆若且唯若其平方範數非零。其形式均為{\displaystyle k(1\pm j)}，其中{\displaystyle k}是實數。

### 基
雙曲複數的冪等元有：
列方程{\displaystyle (x+jy)^{2}=(x^{2}+y^{2})+2xyj}。有四個解：{\displaystyle 1,0,s=(1-j)/2,s^{*}=(1+j)/2}。
s和s^*都是不可逆的。它們可以作雙曲複數的基。{\displaystyle z=x+jy=(x-y)s+(x+y)s^{*}} 。
若將{\displaystyle z=ae+be^{*}}表示成{\displaystyle (a,b)}，雙曲複數的乘法可表示成{\displaystyle (a,b)(c,d)=(ac,bd)} 。因此，在這個基裏，雙曲複數的加法和乘法和直和R⊕R同構。
共軛可表示為{\displaystyle (a,b)^{*}=(b,a)}，範數{\displaystyle \lVert (a,b)\rVert =ab}。

## 幾何
有閔可夫斯基內積的二維實向量空間稱為1+1閔可夫斯基空間，表示為R1,1。正如歐几里得平面R2的幾何學可以複數表示，閔可夫斯基空間的幾何學可以雙曲複數表示。
在R，對於非零的{\displaystyle a}，點集 {\displaystyle \{z:\lVert z\lVert =a^{2}\}} 是雙曲線。左邊和右邊的會經過{\displaystyle a}和{\displaystyle -a}。{\displaystyle a=1}稱為單位雙曲線。
共軛雙曲線是{\displaystyle \{z:\lVert z\lVert =-a^{2}\}} ，會分別經過{\displaystyle ja}和{\displaystyle -ja}。雙曲線和共軛雙曲線會被成直角的兩條漸近線 {\displaystyle \{z:\lVert z\lVert =0\}} 分開。
歐拉公式的相應版本是{\displaystyle e^{j\theta }=\cosh(\theta )+j\sinh(\theta )}。

## 歷史
1848年James Cockle提出了双复数。1882年威廉·金頓·克利福德以雙曲複數表示自旋和。
20世紀，雙曲複數成為描述狹義相對論的勞侖茲變換的工具，因為不同參考系之間的速度變換可由雙曲旋轉表達。